# Relations entre l'Estonie et Taïwan
Les relations entre l'Estonie et Taïwan désignent les relations internationales s'exerçant entre, d'une part, la république d'Estonie, et de l'autre, la république de Chine.
En l'absence de relations diplomatiques officielles entre les deux États, ainsi que de l'établissement de bureaux de représentation entre eux, Taïwan est représenté auprès de l'Estonie par l'intermédiaire de la mission de Taipei en Lettonie.

## Relations diplomatiques
Les premières relations entre la république d'Estonie et la république de Chine ont lieu dans les années 1930, les deux pays établissant des relations diplomatiques via un traité d'amitié le 21 décembre 1937.
Alors que l'Union des républiques socialistes soviétiques occupe les territoires des pays baltes pendant la Seconde Guerre mondiale, la république de Chine exprime explicitement la non-reconnaissance de cette incorporation à l'Union soviétique.
Après avoir retrouvé son indépendance en 1990, l'Estonie développe des liens diplomatiques avec la république populaire de Chine, n'en entretenant aucun avec la république de Chine.
À l'automne 2023, des discussions pour l'ouverture d'un bureau de représentation de Taipei dans le pays balte sont ouvertes, sans pour autant que la politique d'une seule Chine de l'État estonien ne soit remise en cause,.